# تپه سفید کن ۵
تپه سفید کن ۵ در شهرستان بروجرد، بخش مرکزی، دهستان شیروان، ۱۲۰۰ متری جنوب روستای قلعه نوشوکتی واقع شده و این اثر در تاریخ ۲۸ اسفند ۱۳۸۵ با شمارهٔ ثبت ۱۸۳۴۴ به‌عنوان یکی از آثار ملی ایران به ثبت رسیده است.